# Ayán
Ayán (en ruso: Aя́н, en yakuto: Айаан) es un pueblo y centro administrativo del raión de Ayán-May, el cual forma parte del krai de Jabárovsk, en Rusia. Se ubica en la costa de la bahía homónima, en el mar de Ojotsk. La población se encuentra muy alejada de otros asentamientos, por lo que se comunica con el resto del mundo mediante el transporte aéreo durante todo el año. En verano también llegan barcos. Compañías telefónicas como MTS, Bilain o Megafón proveen a la ciudad de red móvil.

## Historia

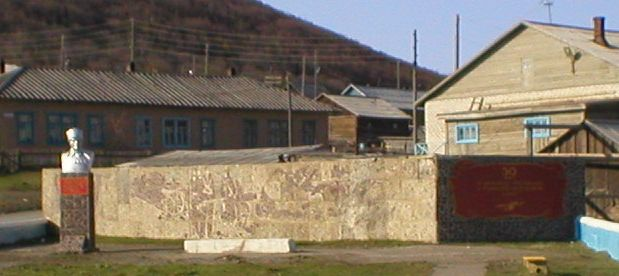
El monumento a los soldados caídos y el busto de Stepan Vostretsov

Ayán fue fundado en 1843 por la Compañía ruso-americana como punto de partida de una nueva ruta que debía conectar Yakutsk con la costa del mar de Ojotsk, y que además permitiese el transporte de mercancías con ciervos. La ruta tomó el nombre de "Amguino-Ayanskiy" (Амгино-Аянский тракт), y pasaba por Nelkan, Aim, Ust-Maya y Amga. Fue utilizada entre 1844 y 1845, cuando comenzó la industria en Ayán. En 1846, se le otorga a Ayán el estatus de puerto. Unos trabajos de mejora de la ruta permitieron que en 1852 comenzara el servicio de correos en Ayán, lo que floreciera el comercio. Sin embargo, tras la compra de Alaska a los EE. UU. y el cese de la actividad de la Compañía ruso-americana, la ruta pronto cayó en la decadencia. Finalmente, en 1867, la ruta es cerrada oficialmente.
A principios de la década de 1880 aparecieron líneas marítimas que conectaban Ayán con Vladivostok. Esto propició que la ruta Amguino-Ayanskiy fuera abierta de nuevo, y adquiriera importancia de nuevo.
Durante la Guerra Civil Rusa, la ciudad fue escenario de varios movimientos militares. El 6 de septiembre llegan a Ayán dos buques de la Milicia Siberiana de Voluntarios (Сибирская Добровольческая Дружина, СДД , «Sibírskaya Dobrovolcheskaya Druzhina, SDD»), quedándose una guarnición en el pueblo, la cual marcha más tarde hacia Yakutsk por la Ruta de Amguino-Ayanskiy. Tras la derrota del SDD bajo el mando del general Anatoli Pepeliáyev, los milicianos vuelven a Ayán el 1 de mayo de 1923. Más tarde, son atacados por otra guarnición comandada por Stepan Vostretsov del Ejército Rojo.
El 17 de junio de 1923 llegan las autoridades soviéticas a Ayán y el 10 de diciembre de 1930, la localidad se convierte en el centro administrativo del raión de Ayán-May.

## Demografía
| Gráfica de evolución demográfica de Ayán entre 1887 y 2020 |
|                                                            |

## Clima
| Parámetros climáticos promedio de Ayán (1991-2020) | Parámetros climáticos promedio de Ayán (1991-2020) | Parámetros climáticos promedio de Ayán (1991-2020) | Parámetros climáticos promedio de Ayán (1991-2020) | Parámetros climáticos promedio de Ayán (1991-2020) | Parámetros climáticos promedio de Ayán (1991-2020) | Parámetros climáticos promedio de Ayán (1991-2020) | Parámetros climáticos promedio de Ayán (1991-2020) | Parámetros climáticos promedio de Ayán (1991-2020) | Parámetros climáticos promedio de Ayán (1991-2020) | Parámetros climáticos promedio de Ayán (1991-2020) | Parámetros climáticos promedio de Ayán (1991-2020) | Parámetros climáticos promedio de Ayán (1991-2020) | Parámetros climáticos promedio de Ayán (1991-2020) |
| Mes                                                | Ene.                                               | Feb.                                               | Mar.                                               | Abr.                                               | May.                                               | Jun.                                               | Jul.                                               | Ago.                                               | Sep.                                               | Oct.                                               | Nov.                                               | Dic.                                               | Anual                                              |
| -------------------------------------------------- | -------------------------------------------------- | -------------------------------------------------- | -------------------------------------------------- | -------------------------------------------------- | -------------------------------------------------- | -------------------------------------------------- | -------------------------------------------------- | -------------------------------------------------- | -------------------------------------------------- | -------------------------------------------------- | -------------------------------------------------- | -------------------------------------------------- | -------------------------------------------------- |
| Temp. máx. abs. (°C)                               | 2.7                                                | 2.8                                                | 10.6                                               | 17.5                                               | 30.3                                               | 33.7                                               | 33.2                                               | 30.7                                               | 27.2                                               | 18.6                                               | 10.0                                               | 4.6                                                | 33.7                                               |
| Temp. máx. media (°C)                              | -13.2                                              | -11.8                                              | -5.5                                               | 0.7                                                | 5.9                                                | 11.6                                               | 15.6                                               | 17.5                                               | 13.7                                               | 4.9                                                | -6.6                                               | -12.8                                              | 1.7                                                |
| Temp. media (°C)                                   | -16.9                                              | -16.0                                              | -9.9                                               | -2.9                                               | 2.3                                                | 7.8                                                | 12.5                                               | 13.9                                               | 9.7                                                | 1.2                                                | -10.0                                              | -16.1                                              | -2                                                 |
| Temp. mín. media (°C)                              | -20.5                                              | -19.9                                              | -14.7                                              | -6.4                                               | -0.4                                               | 4.9                                                | 10.0                                               | 10.8                                               | 5.7                                                | -2.5                                               | -13.3                                              | -19.5                                              | -5.5                                               |
| Temp. mín. abs. (°C)                               | -37.9                                              | -35.6                                              | -31.0                                              | -23.5                                              | -14.7                                              | -4.2                                               | 0.4                                                | 0.9                                                | -6.7                                               | -20.2                                              | -29.6                                              | -34.7                                              | -37.9                                              |
| Precipitación total (mm)                           | 27                                                 | 13                                                 | 28                                                 | 44                                                 | 101                                                | 94                                                 | 155                                                | 168                                                | 148                                                | 108                                                | 56                                                 | 28                                                 | 970                                                |
| Nevadas (cm)                                       | 39                                                 | 47                                                 | 53                                                 | 52                                                 | 23                                                 | 0                                                  | 0                                                  | 0                                                  | 0                                                  | 3                                                  | 20                                                 | 32                                                 | 269                                                |
| Días de lluvias (≥ 1 mm)                           | 0                                                  | 0.1                                                | 0.2                                                | 1                                                  | 11                                                 | 16                                                 | 19                                                 | 16                                                 | 15                                                 | 8                                                  | 1                                                  | 0.1                                                | 87.4                                               |
| Días de nevadas (≥ 1 mm)                           | 10                                                 | 7                                                  | 10                                                 | 14                                                 | 12                                                 | 1                                                  | 0                                                  | 0                                                  | 0                                                  | 8                                                  | 10                                                 | 9                                                  | 81                                                 |
| Horas de sol                                       | 97                                                 | 141                                                | 209                                                | 183                                                | 170                                                | 187                                                | 152                                                | 158                                                | 157                                                | 151                                                | 106                                                | 70                                                 | 1781                                               |
| Humedad relativa (%)                               | 57                                                 | 55                                                 | 63                                                 | 76                                                 | 83                                                 | 85                                                 | 88                                                 | 83                                                 | 74                                                 | 61                                                 | 54                                                 | 54                                                 | 69.4                                               |
| Fuente n.º 1: Погода и климат                      |                                                    |                                                    |                                                    |                                                    |                                                    |                                                    |                                                    |                                                    |                                                    |                                                    |                                                    |                                                    |                                                    |
| Fuente n.º 2: NOAA (Horas de sol, 1961-1990)       |                                                    |                                                    |                                                    |                                                    |                                                    |                                                    |                                                    |                                                    |                                                    |                                                    |                                                    |                                                    |                                                    |

## Atractivos turísticos
- Obelisco de la Gloria Militar.
- Monumento a los soldados caídos del Ejército  Rojo.
- Busto de Stepan Vostretsov.